# Beutelschneider

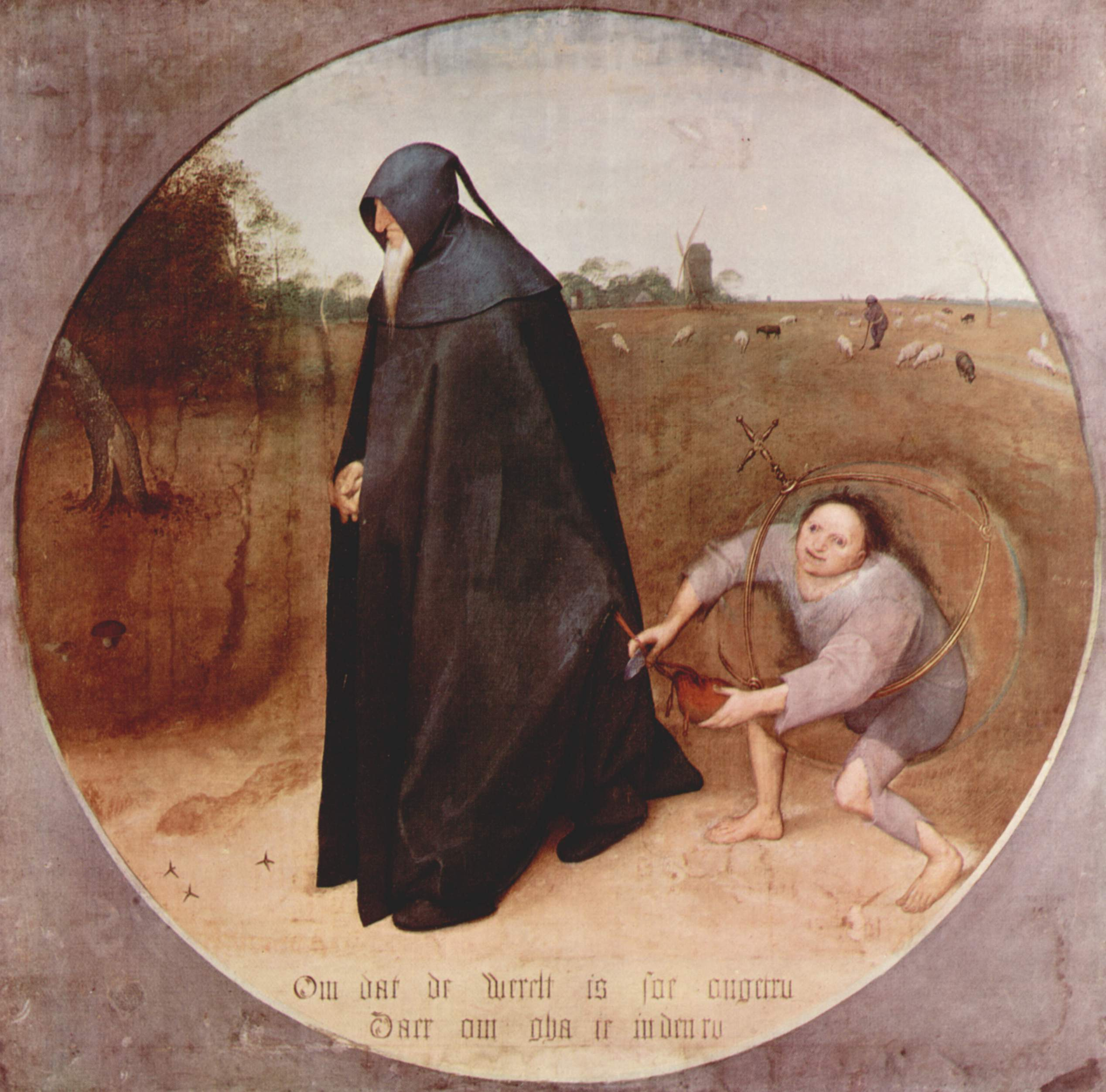
Pieter Bruegel der Ältere:
Der Misanthrop, um 1568.

Mit Beutelschneider wurde im Mittelalter ein Dieb bezeichnet, der den am Gürtel befestigten Geld- oder Almosenbeutel samt Inhalt abschnitt. Heute bezeichnet man im übertragenen Sinne auch einen Anbieter überteuerter Waren oder Dienstleistungen als Beutelschneider.